# ФК «Болонья» в сезоні 1925—1926
ФК «Болонья» в сезоні 1925—1926 — сезон італійського футбольного клубу «Болонья».

## Склад команди
| № | Поз. | Нац.     | Гравець           |
| - | ---- | -------- | ----------------- |
|   | ВР   | Італія   | Маріо Джанні      |
|   | ВР   | Італія   | Етторе Педретті   |
|   | ЗХ   | Італія   | Джованні Боргато  |
|   | ЗХ   | Італія   | Ренато Боттаччіні |
|   | ЗХ   | Італія   | Феліче Гаспері    |
|   | ЗХ   | Італія   | Пауло Інноченті   |
|   | ПЗ   | Італія   | Гастоне Бальді    |
|   | ПЗ   | Угорщина | Лайош Вебер       |
|   | ПЗ   | Італія   | П'єтро Дженовезі  |
|   | ПЗ   | Італія   | Альберто Джордані |
|   | ПЗ   | Італія   | Джузеппе Мартеллі |

| № | Поз. | Нац.     | Гравець              |
| - | ---- | -------- | -------------------- |
|   | ПЗ   | Італія   | Джино Спадоні        |
|   | НП   | Італія   | Джуальтьєро Дзуччіні |
|   | НП   | Італія   | Джузеппе Муцціолі    |
|   | НП   | Італія   | Бернардо Перін       |
|   | НП   | Італія   | Джузеппе Делла Валле |
|   | НП   | Італія   | Альберто Поцці       |
|   | НП   | Італія   | Анджело Ск'явіо      |
|   | НП   | Угорщина | Йожеф Урік           |
|   | НП   | Італія   | Аугусто Бадіні       |
|   | НП   | Італія   | Марсело Тарабузі     |

## Чемпіонат Італії

### Північна Італія. Група А
| М   | Клуб           | І  | В  | Н | П  | МЗ | МП | Різ | О  |
| --- | -------------- | -- | -- | - | -- | -- | -- | --- | -- |
| 1.  | Болонья        | 22 | 17 | 4 | 1  | 74 | 20 | +54 | 38 |
| 2.  | Торіно         | 22 | 16 | 4 | 2  | 67 | 28 | +39 | 36 |
| 3.  | Модена         | 22 | 11 | 3 | 8  | 45 | 30 | +15 | 25 |
| 3.  | Верона         | 22 | 10 | 5 | 7  | 58 | 48 | +10 | 25 |
| 3.  | Інтернаціонале | 22 | 10 | 5 | 7  | 44 | 38 | +6  | 25 |
| 6.  | Казале         | 22 | 9  | 4 | 9  | 42 | 32 | +10 | 22 |
| 7.  | «Андреа Дорія» | 22 | 9  | 3 | 10 | 37 | 50 | -13 | 21 |
| 8.  | Брешія         | 22 | 8  | 3 | 11 | 38 | 51 | -15 | 19 |
| 9.  | Новара         | 22 | 6  | 6 | 10 | 40 | 42 | -2  | 18 |
| 10. | Удінезе        | 22 | 5  | 3 | 14 | 38 | 75 | -37 | 13 |
| 11. | Піза           | 22 | 5  | 2 | 15 | 23 | 65 | -42 | 12 |
| 12. | Леньяно        | 22 | 3  | 4 | 15 | 22 | 49 | -27 | 10 |

- 04-10-1925, Болонья — Еллас Верона — 7-0
- 11-10-1925, Болонья — Новара — 4-1
- 18-10-1925, Удінезе — Болонья — 1-7
- 25-10-1925, Болонья — Модена — 1-0
- 15-11-1925, Леньяно — Болонья — 1-2
- 22-11-1925, Болонья — Інтернаціонале — 4-1
- 29-11-1925, Брешія — Болонья — 1-2
- 06-12-1925, Піза — Болонья — 0-6
- 13-12-1925, Болонья — Казале — 1-0
- 03-01-1926, Болонья — Торіно — 3-2
- 24-01-1926, Андреа Дорія — Болонья — 3-3
- 28-02-1926, Еллас Верона — Болонья — 2-2
- 07-03-1926, Новара — Болонья — 1-2
- 14-03-1926, Болонья — Удінезе 4-0
- 28-03-1926, Модена — Болонья — 0-0
- 04-04-1926, Болонья — Леньяно — 6-0
- 11-04-1926, Інтернаціонале — Болонья — 1-1
- 02-05-1926, Болонья — Брешія — 6-0
- 16-05-1926, Болонья — Піза 7-0
- 20-06-1926, Казале — Болонья — 0-1
- 27-06-1926, Болонья — Андреа Дорія — 3-0
- 04-07-1926, Торіно — Болонья — 6-2

### Фінал
| Команда 1 | Заг. | Команда 2 | 1-й матч | 2-й матч |
| --------- | ---- | --------- | -------- | -------- |
| Болонья   | 2:2  | Ювентус   | 2-2      | 0-0      |

Перегравання
| Команда 1 | Рахунок | Команда 2 |
| --------- | ------- | --------- |
| Болонья   | 1-2     | Ювентус   |

### Склад команди
| Воротар: Маріо Джанні (24), Етторе Педретті (1) Захисники: Феліче Гаспері (24), Джованні Боргато (23), Ренато Боттаччіні (2), Пауло Інноченті (1) Півзахисники: Джузеппе Мартеллі (22, 4), Альберто Джордані (21), Гастоне Бальді (14, 1), Лайош Вебер (11), П'єтро Дженовезі (11, 1), Джино Спадоні (1) Нападники: Анджело Ск'явіо (23, 27), Джузеппе Муцціолі (23, 6), Джузеппе Делла Валле (22, 15), Альберто Поцці (22, 8), Бернардо Перін (20, 9), Йожеф Урік (7, 4), Аугусто Бадіні (1), Марсело Тарабузі (1), Джуальтьєро Дзуччіні (1,1). Тренер: Германн Фельснер. |

## Товариські матчі
- 20-09-1925, Руссі — Болонья — 0-4
- 27-09-1925, Болонья — Анконітана — 4-0
- 01-11-1925, Болонья — Мантова — 3-2
- 04-11-1925, Прато — Болонья — 0-2
- 08-11-1925, Болонья — Падова — 1-1
- 08-12-1925, Болонья — СПАЛ — 3-1
- 26-12-1925, Болонья — Немзеті (Будапешт, Угорщина) — 3-2
- 31-01-1926, Венеція — Болонья — 2-5
- 07-02-1926, Болонья — Венеція — 7-0
- 10-02-1926, СПАЛ — Болонья — 1-4
- 14-02-1926, Болонья — Реджана — 3-1
- 21-02-1926, Едера Трієст — Болонья — 1-3
- 22-02-1926, Понціана Трієст — Болонья — 0-4
- 21-03-1926, Болонья — Пістоєзе — 10-0
- 21-04-1926, Болонья — Парма — 7-1
- 25-04-1926, Болонья — Ліворно — 8-0
- 13-05-1926, Парма — Болонья — 1-5
- 17-05-1926, Болонья — Анконітана — 2-0
- 23-05-1926, Болонья — Мілан — 1-4
- 03-06-1926, Болонья — Центо — 14-1
- 06-06-1926, Болонья — Самп'єрдаренезе — 2-2